# Yury Valavik
Yury Valavik (tiếng Belarus: Юрый Валавік; tiếng Nga: Юрий Воловик; sinh 19 tháng 6 năm 1993) là một cầu thủ bóng đá Belarus hiện tại thi đấu cho Gorodeya.